# Fernand Buscail

a Compétitions nationales et continentales officielles uniquement.

Fernand Buscail, né le 16 octobre 1894 à Brive et mort le 14 novembre 1968 au Kremlin-Bicêtre, est un joueur de rugby à XV, ailier, ou même centre du Sporting Club Universitaire de France.
Enfant, il vit entre l'Algérie et Perpignan, puis débarque à Paris pour suivre des études de dentiste chez son oncle dès l'âge de quatorze ans. Il intègre le SCUF dès 1912 et y sera fidèle durant plus de vingt saisons, assurant notamment la reconstruction du club après le premier conflit mondial.
En 1926, il remporte le titre de Champion de Paris avec l'Equipe 3 du SCUF en battant le Stade français 22-03. Cette équipe parviendra en quarts de finale du championnat de France, et s'inclinera devant l'ASM à Clermont-Ferrand 10-05.

## Carrière

### En club
- SCUF de 1912 à 1934

## Palmarès

### En club
- Vice-champion de France de rugby en 1913 avec le SCUF